# Esperanza (Trinidad y Tobago)
Esperanza es una localidad de Trinidad y Tobago, que forma parte de la región de Couva-Tabaquite-Talparo.

## Geografía
La localidad abarca parte de la isla Trinidad y limita al norte y este con Ouplay Village, al sur con Phoenix Park y al oeste con Dow Village.

## Demografía
Datos demográficos de la localidad de Esperanza:
| Gráfica de evolución demográfica de Esperanza entre 2000 y 2011 |
|                                                                 |